# كايل كليفتون
كايل كليفتون (بالإنجليزية: Kyle Clifton)‏ هو لاعب كرة قدم أمريكية أمريكي، ولد في 23 أغسطس 1962 في أولني في الولايات المتحدة.